# Skollis
Skollis (en griego, Σκόλλις; nombres alternativos: Σκόλλη, Skolli o Σκόλιο, Skolio) es una montaña de Acaya, al suroeste de Patras y al oeste del monte Erimanto, con una altitud máxima de aproximadamente 1.016 metros. Otras fuentes indican una altitud de entre 960 a 965 metros. También se conoce como "Portovouni" (o "Porteiko)" y "Santamerianiko" (o "Santameri") por los nombres de dos pueblos ubicados en sus laderas, Portes y Santomeri respectivamente. En las afueras de Skollis también se encuentra el pueblo de Haravgi, cuyo antiguo nombre era precisamente Skollis.
Homero en la Ilíada se refiere a la montaña como "piedra de Olenia".

## Actividades deportivas
El monte Skollis es célebre en los últimos años por sus dos campos de escalada en sus laderas, que se encuentran entre los campos de escalada más importantes de todo el Peloponeso. Un campo tiene 80 metros de altura en un acantilado y el otro está en una cueva con una pendiente negativa de aproximadamente 45 grados. Ambos campos de escalada se encuentran en las afueras del pueblo de Haravgi, aunque también se practica escalada tanto en el pueblo de Portes como en el pueblo de Santameri. Skollis es también un importante destino para el parapente y el espeleísmo.